# 86 f.Kr.

## Händelser

### Efter plats

#### Romerska republiken
- 1 mars – Sulla erövrar Aten från den pontiska armén och avlägsnar tyrannen Aristion.
- Lucius Licinius Lucullus besegrar den mithridatiska flottan i det avgörande slaget vid Tenedos.
- Romerska styrkor under Lucius Cornelius Sulla besegrar Archelaios pontiska i slaget vid Chaeroneia.

## Födda
- 1 oktober – Gaius Sallustius Crispus, romersk historiker (död 35 f.Kr.)

## Avlidna
- 13 januari – Gajus Marius, romersk fältherre och statsman
- Efter 1 mars – Aristion, grekisk filosof och tyrann av Aten